# Penny Magazine

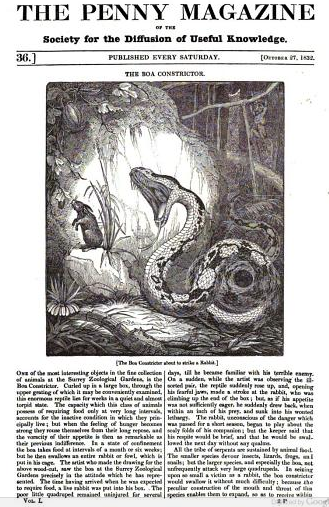
Uitgave van 27 oktober 1832

The Penny Magazine was een Brits geïllustreerd weekblad dat verscheen tussen 1832 en 1845. Het blad verscheen op zaterdag; de titel verwijst naar de verkoopprijs.
Het blad werd opgericht door schrijver en uitgever Charles Knight namens de Society for the Diffusion of Useful Knowledge (Genootschap ter verspreiding van nuttige kennis) en richtte zich op de werkende klasse en de middenstand. Het doel was om 'nuttige kennis' onder de aandacht te brengen van een breed en nieuw lezerspubliek in een periode waarin de leesbereidheid van de werkende klassen begon toe te nemen. De start van de Penny Magazine was een reactie op het kort daarvoor in Schotland opgerichte blad 'Chambers's Edinburgh Journal', dat eenzelfde doelstelling had.
De krant behandelde een breed scala aan, veelal alledaagse, onderwerpen als koffie en thee, druktechniek, gereedschappen, de ontwikkelingen in de techniek en industrie, vogels en andere dieren, bijzonderheden van Britse steden en landschappen en dergelijke. Ook werden af en toe gedichten gepubliceerd. Kort na de eerste verschijning van de krant begon de uitgever aan de verwante Penny Cyclopaedia, die liep van 1833 tot 1843.
De lage verkoopprijs van de krant vereiste een grote circulatie. Aanvankelijk sloeg het blad goed aan en behaalde in het eerste jaar een oplage van ongeveer 200.000 exemplaren. Politiek gezien was het blad echter te liberaal om een groot publiek aan te spreken. De concurrerende krant, die zo slim was geweest om ook korte fictieve verhalen op te nemen, groeide in omzet langzamer, maar hield het ook langer vol (tot 1956).